# ميخائيل فرنسيس إغان
ميخائيل فرنسيس إغان (بالإنجليزية: Michael Francis Egan)‏ هو كاهن كاثوليكي أمريكي، ولد في 29 سبتمبر 1761، وتوفي في 22 يوليو 1814 في فيلادلفيا في الولايات المتحدة.